# Heinz-Christian Strache
Heinz-Christian Strache (Bécs 1969. június 12. –) Ausztria alkancellárja, a bécsi városi tanács korábbi tagja, a szélsőjobboldali Osztrák Szabadságpárt (FPÖ) korábbi elnöke.

## Politikai pályafutása
A fogtechnikusi végzettséggel rendelkező Strache 1991 óta aktív a bécsi helyi politikában. 2004-ben a bécsi FPÖ elnökévé választották, mely pozícióban Hilmar Kabast követte. 2005 januárjában jelentkeztek az FPÖ párton belüli első ellentétek a párt nemzeti vezetőjével, Jörg Haiderrel. Miután a választási eredményekben komoly visszaesések mutatkoztak, elterjedt annak híre, hogy Strache Haider nővére, Ursula Haubner ellen lép fel a párt nemzeti szintű vezetőjének posztjáért. Haubner vereségének kockázata arra ösztönözte Haidert, hogy megalakítsa a BZÖ (Bündnis Zukunft Österreich, Szövetség Ausztria Jövőjéért.)
A két párt szétválása után Strache 2005. április 23-án az FPÖ nemzeti szintű vezetője lett.
2017 végén kinevezték alkancellárrá. Erről a pozícióról 2019-ben lemondani kényszerült, amikor nyilvánosságra került egy videófelvétel arról, hogy 2017-ben, még a győztes választás előtt Ibizán tárgyalt egy magát orosznak kiadó személlyel. A videók alapján a tárgyalások során törvénysértés-gyanús lépéseket is tervezett, és gazdasági ellentételezést ígért cserébe azért, ha az oroszok a választási kampányidőszakra megvásárolják neki a legolvasottabb osztrák napilapot, a Kronen Zeitung-ot. Arról is beszélt, hogy olyan médiakörnyezetet szeretne kiépíteni, amilyent Orbán Viktor hozott létre Magyarországon. Strache egyúttal lemondott a pártelnöki és egyéb pártbeli tisztségeiről is. 2020. február 20-án bejelentette hogy a 2020 as bécsi választáson a DAÖ színeiben indul.